# Kulaba

A Kulaba elhelyezkedése és az Éanna

Kulaba (kul-aba4, KUL.A×BA 𒆰𒀀𒁀) az ókori mezopotámiai Urukban An, azaz Anum, az istenek atyja szentélykörzete volt. Építése az Ubaid-kortól az Uruk-koron át a Dzsemdet Naszr-korig tartott. Az eridui szentélykörzethez (Éabzu) hasonló teraszon számos templomból állt, aminek legnagyobbja a régészek által gipszvakolatáról „Fehér-templom”-nak is nevezett zikkurat, a későbbi mezopotámiai toronytemplomok mintája volt. Eredetileg Kula néven önálló település volt, de Uruk növekedésével annak része lett.
Az uruki epikus ciklus sumer nyelvű kiseposzaiban (például a Gilgames és Agga vagy az Enmerkar és Aratta ura címűben) az uruki királyok (Enmerkar, Lugalbanda, Gilgames) állandó jelzője a „Kulaba ura” (en kul-aba4). A név jelentése: KUL = (akiket) tisztelünk (sokjelentésű szó, ebben a kontextusban ez a fordítás a legjobb, akkád kabātu), A×BA = akik (akkád mannu).  +  Vagyis az Urukban tisztelt összes istenség temploma.